# It's Only Make Believe/I'll Try
It's Only Make Believe/I'll Try è un singolo del cantante statunitense Conway Twitty, pubblicato nel 1958. 

## Il disco
I due brani sono stati scritti dallo stesso artista insieme al batterista del suo gruppo, Jack Nance; il disco è prodotto da Jim Vienneau. Entrambi i brani l'anno successivo furono inseriti nel primo album dell'artista, Conway Twitty Sings.
It's Only Make Believe divenne uno dei brani più noti di Conway Twitty e venne ripreso da molti altri artisti, tra cui Glen Campbell per l'album The Glen Campbell Goodtime Album (1970), Lynn Anderson nell'album Rose Garden (1970), Clay Aiken in Tried and True (2010). I Misfits hanno registrato la canzone per il loro album del 2003 Project 1950, intitolandola Only Make Believe, mentre nel 1998 Brian May ha registrato il brano con altri musicisti, incidendolo come b-side del singolo Why Don't We Try Again.
In Italia è stato inciso da Mal nel 1971 per il suo album omonimo, mentre Mina ha inciso il brano nel 1974 includendolo nell'album Baby Gate.
Inoltre il paroliere Calibi scrisse un testo in italiano, intitolato Ti prego amore, che venne inciso nel 1959 da Emilio Pericoli, da Tony Renis e da Joe Sentieri.

## Tracce
LATO A
1. It's Only Make Believe – 2:10 (Conway Twitty, Jack Nance; edizioni musicali Marielle Music)

LATO B
1. I'll Try – 2:13 (Conway Twitty, Jack Nance; edizioni musicali Marielle Music)